# Manuel Castelo Ramos
Manuel Francisco Castelo Ramos, mais conhecido como Manuel Castelo Ramos (Portimão, 1958 - 16 de Junho de 2022), foi um professor, historiador e político português.

## Biografia

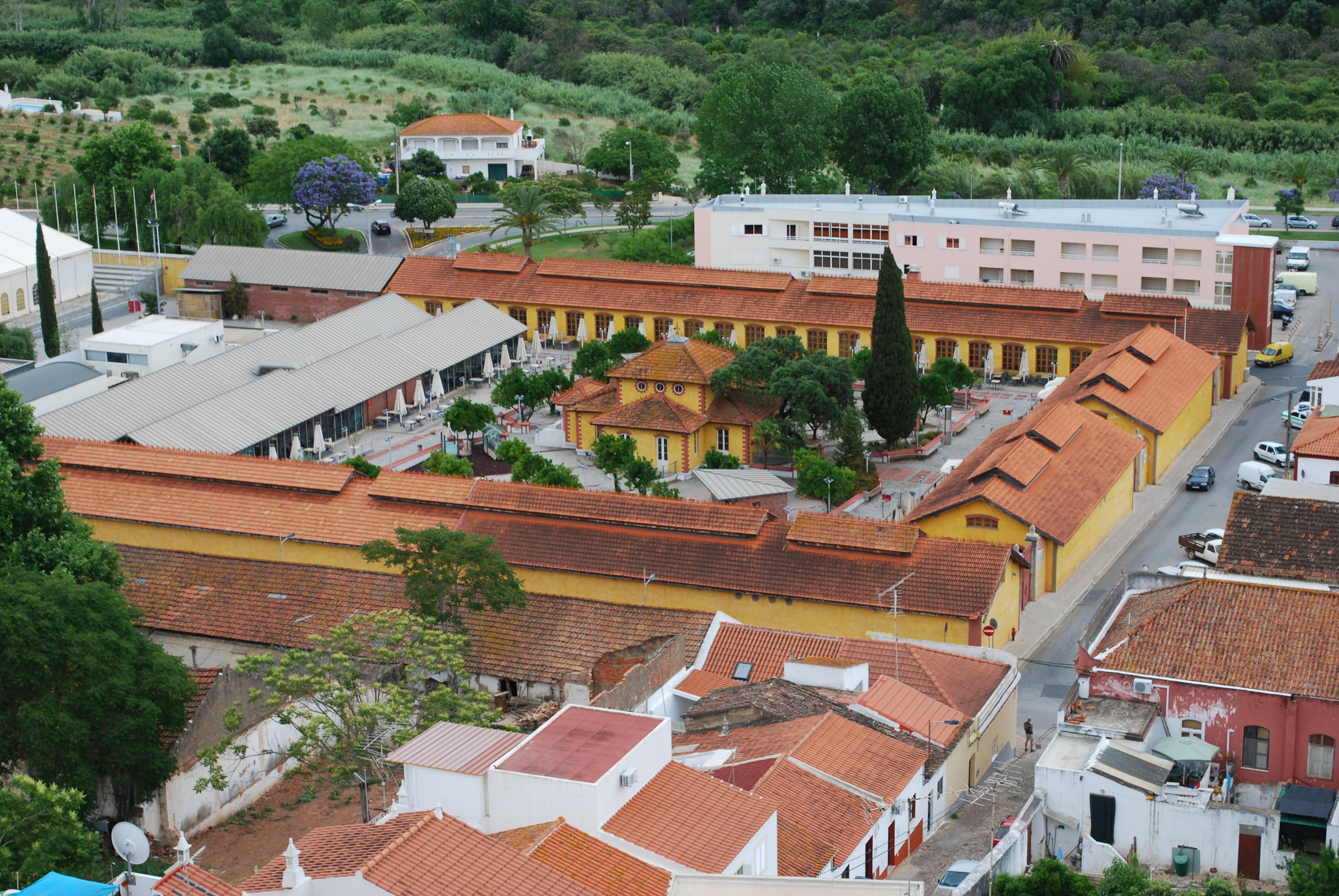
Complexo da Fábrica do Inglês, em Silves.

Nasceu na cidade de Portimão, em 1958. Em 1982, concluiu uma licenciatura em história pela Faculdade de Letras de Lisboa, e posteriormente um mestrado em história da arte na Universidade Nova de Lisboa, com uma dissertação acerca da arte manuelina na região do Algarve.
Em 1982 começou a trabalhar como professor do ensino básico, na disciplina de história, e como coordenador no departamento de Ciências Sociais e Humanas do Agrupamento de Escolas de Silves, tendo ensinado na escola EB 2,3 Garcia Domingues, em Silves.
Exerceu como historiador e mestre em história da arte, tendo escrito vários artigos para congressos, imprensa periódica e outras publicações. Apresentou por exemplo a comunicação A arquitetura Algarvia na época dos Descobrimentos durante o seminário Lugares de Globalização, na cidade de Lagos, em 2018. Destacou-se pelos seus esforços na defesa do património arqueológico e arquitectónico de Silves, tendo sido membro da Associação de Defesa do Património Histórico-Cultural de Silves, e um dos fundadores do Centro de Estudos Luso-Árabes de Silves.
Em 1998 começou a trabalhar como coordenador local no programa de recuperação e musealização do antigo complexo fabril da Fábrica do Inglês, tendo sido um dos principais responsáveis pela instalação do Museu da Cortiça, empreendimento que ganhou o prémio Luigi Micheletti para melhor museu industrial da Europa, em 2001. Foi também director daquele museu, até ao seu encerramento.
Também foi vereador em Silves durante o mandato de 2006 a 2009, pela Coligação Democrática Unitária, com uma intervenção marcante em vários assuntos ligados ao desenvolvimento do concelho, interesses locais e políticas públicas, entre outros.
Faleceu em 16 de Junho de 2022, aos 64 anos de idade, devido a um enfarte do miocárdio. Na sequência da sua morte, a Câmara Municipal de Silves emitiu uma nota de pesar, onde o classificou como um «homem de cultura e fortemente embrenhado na defesa, salvaguarda e valorização do património histórico-cultural de Silves», e destacou também o seu mandato como vereador.